# Chiara Lubich
Silvia Chiara Lubich (Trento, 1920. január 22. – Rocca di Papa, 2008. március 14.) Templeton- és UNESCO-díjas olasz katolikus egyházi személyiség, az Olaszországból indult Fokoláre mozgalom alapítója és 1943-tól haláláig első elnöke, a Vallások a Békéért Világkonferencia tiszteletbeli elnöke. Mozgalma jelentős szerepet vállalt a római katolikus egyháznak a második vatikáni zsinat utáni életében, különösen az ökumenizmus és a más vallásokkal folytatott párbeszéd területén.
Hogy mind egy legyenek, ezekért a szavakért születtünk, hogy hozzájáruljunk megvalósulásukhoz a világban. … Úgy szeressük a szomszédos országokat, mint a sajátunkat!

## Élete
Az észak-olaszországi Trentóban született, szülei munkások voltak. A velencei egyetem (Università Ca' Foscari Venezia) filozófia szakára járt, de a második világháború miatt kénytelen volt félbehagyni tanulmányait és egy árvaházban vállalt tanítói állást.
A mély elkötelezettséget családjából örökölte, apja antifasiszta, bátyja kommunista, édesanyja pedig mélyen vallásos volt.
1939-ben Loretóba utazott egy lelkigyakorlatra, ahol minden szabadidejét a bazilikában töltötte. A hagyomány szerint ugyanis itt őrzik a Szent Család názáreti házát, nagyon megragadta őt a ház légköre. Utolsó nap a tömeget nézve hatalmába kerítette egy gondolat: „szüzek serege fog követni”. Ennek hatására Silvia megértette, hogy egy, addig nem járt utat talált.
Ezután egyházi szolgálatot vállalt, majd belépett a ferences harmadrendbe, és felvette a Chiara nevet. 1943-ban kérte a kapucinus atyáktól, hogy örök fogadalmat tehessen, amire megkapta az engedélyt, így 1943. december 7-én örökre Jézus „jegyese” lett.

### A mozgalom kezdetei
Az új életben talált öröme lassan másokra is átterjedt, észrevették tanítványai, ismerősei. Első társaival a bombázások alatt találkoztak az óvóhelyeken, és közösen akarták megélni keresztény életüket. A háború lassan minden álmukat meghiúsította, minden megsemmisült, amiért eddig éltek. Lakásaik összeomlottak, egyikük vőlegénye a fronton maradt. De volt, aki nem folytathatta már megkezdett tanulmányait. Ekkor feltették a kérdést: mi az, amit semmi nem pusztíthat el. „Isten. Úgy döntöttünk, Őt választjuk életünk ideáljául.”
Saját elmondása szerint ekkoriban két esemény jelentett döntő fordulatot a közösség életében. Az óvóhelyeken rendszeresen olvasták a Bibliát. Egy alkalommal Jézus főpapi imájánál nyílt ki: „Atyám, legyenek mindnyájan egy” (Jn 17,21). Úgy érezték, megértették ezt a sokszor magyarázott és mégis titokzatos szövegrészt. Egy másik alkalommal egy pap rávilágított Chiarának, hogy Jézus legnagyobb fájdalma a halála előtti pillanat volt, amikor így kiáltott: „Istenem, Istenem, miért hagytál el engem?” Ez a két mondat lett Chiara és a megszülető mozgalom alapvető mottója.
Amikor családja elmenekült a szétbombázott városból, Chiara és társai kibéreltek egy lakást a piazza dei Cappuccini 2.-ben. Ezt nevezték „házacskának”. Később az elkötelezettek hasonló otthonait a trentóiak kezdték fokolár-nak (trentói nyelvjárásban családi tűzhely) nevezni.
1945-ben már ötszázan találkoztak szombatonként az ún. Massaia (a. m. háziasszony) teremben.

### Trentótól Rómáig
Az evangéliumi „adjatok, és akkor ti is kaptok” gondolatától vezérelve a közösség aktívan részt vett Trento szociális gondjainak megoldásában. Maguk is mindenüket megosztották a rászorulókkal, például szegényeket láttak vendégül asztaluknál. Ezzel kivívták mind a városvezetés, mind néhány kommunista ismerősük szimpátiáját. Carlo de Ferrari, Trento érseke is áldását adta a közösségre, ettől kezdve Olaszország különböző városaiba hívták őket, és megszülettek az első közösségek Trentón kívül. Nemsokára Chiara is Rómába költözött.
1949-ben megismerte Igino Giordani parlamenti képviselő, teológus-írót, aki hamar felfedezte a mozgalom lelkiségében rejlő újdonságot, és júliusban csatlakozott a közösséghez tonadicói nyaralásuk alatt. Az itt megélt rendkívül fontos időszakban együtt értették meg azokat a gondolatokat, amelyek már 1943 óta vezették a közösséget, és Isten „elképzelését a mozgalmunkról”. A katolikus egyház azonban komoly megfigyelés alá vette a mozgalmat az első időszakban, hiszen működése eltért minden addig megszokott szerveződési formától. Ebben az időszakban ébredtek rá a mozgalom tagjai saját „egyház létükre”. 1950-ben Pistoiában megismerkedett a mozgalommal Pasquale Foresi, akit Chiara nemsokára megkért, hogy viselje vele együtt a mozgalom felelősségét.
Chiara rendkívüli érzékenységet mutatott a társadalom problémáira: a kommunizmus terjedésére (testvére, Gino is a kommunista párt aktív tagja volt), a háború utáni bizonytalan politikai helyzetre (az ekkoriban megismert Alcide De Gasperi miniszterelnök hatására), és az egyház megosztottságára (Igino Giordani és Bea bíboros már a második vatikáni zsinat előtt az ökumenizmus gondolatát képviselték).

### A mozgalom növekszik
1958 és 1967 között a mozgalom eljutott mind az öt kontinensre, és 1960-tól titokban a vasfüggönyön túli országokban is elkezdi működését. 1962. március 23-án megérkezett a katolikus egyház jóváhagyása is. Chiara élete ezután egyre inkább összeforrt a növekvő mozgalom életével.
Új, elkötelezett hivatások születtek: az 1956-os magyarországi forradalom hatására és XII. Piusz pápa ezt követő felhívására létrehozta „Isten önkéntesei”-nek ágát, körülöttük alakult ki az évek során az Új Emberiség mozgalom. 1967-től megszülettek a mozgalom második, harmadik és negyedik generációi, az úgynevezett genek, akiknek lelkesedésére és gyermeki odaadására Chiara bármikor számíthatott. Ez év decemberében két együttest hozott létre számukra: a Gen Rossót és a Gen Verdét. 1975-ben már 25 000 fiatalnak beszélt a római Stadio Olimpicóban. Szintén 1967-től létrejött az Új Családok mozgalma.
1961-ben első alkalommal került kapcsolatba nem katolikus keresztényekkel, ettől kezdve Chiara és a mozgalom elkötelezte magát az ökumenizmus útján. Chiara Lubich Németországba látogatott, és Darmstadtban evangélikus lelkészek kérésére elmondta lelki tapasztalatát. Az egység lelkisége az évek során több mint 300 egyházban és keresztény közösségben terjedt el. Londonban fogadta az anglikán prímás, aki arra buzdította, hogy az angliai egyházban is terjessze el a Fokoláre lelkiségét. A későbbiekben a prímás utódai is támogatták a mozgalmat. 1967-ben megismerte I. Athenagoras konstantinápolyi ökumenikus pátriárkát, akivel szoros együttműködés alakult ki, és aki többször kifejtette, hogy maga is igyekszik „egyszerű fokolarinó” lenni. 1977-ben Londonban a Templeton-díj átvételekor – a keresztények közti párbeszéd kiterjesztéseként – útjára indította a vallások közti párbeszédet is. 1984-ben II. János Pál pápa is ellátogatott a mozgalom Rocca di Papa-i központjába. Jó kapcsolat alakult ki közöttük, amelyet Chiara úgy jellemzett, hogy szinte gyermekeként, nagy egységben van a pápa mellett. Wojtyła pápa három szinódusra is meghívta.
1956-ban Tonadicóban egy írásával megjelent a Città Nuova (magyar kiadása az Új Város) folyóirat első száma, amely ma 43 kiadásban jelenik meg világszerte. 1964-ben nagy álma valósult meg: Loppianóban létrejött egy modelltelepülés, ahol a mozgalom lelkisége lett az élet mozgatója. A 80-as években létrejött az első tanulmányi központ és folyóirat, amelyek a lelkiség újdonságait hivatottak teológiailag és tudományosan megfogalmazni.
1988-ban megkapta az Augsburgi Békedíjat. Ő és a mozgalom ekkor még meglehetős ismeretlenségben élt, csak a családok és a fiatalok nagy rendezvényei irányították rájuk a figyelmet. Ebben az időszakban épült ki mindaz a szervezet, amely nélkül képtelenség lett volna fenntartani mindazt, ami később, az 1990-es évektől kibontakozott.

### Párbeszéd mindenkivel

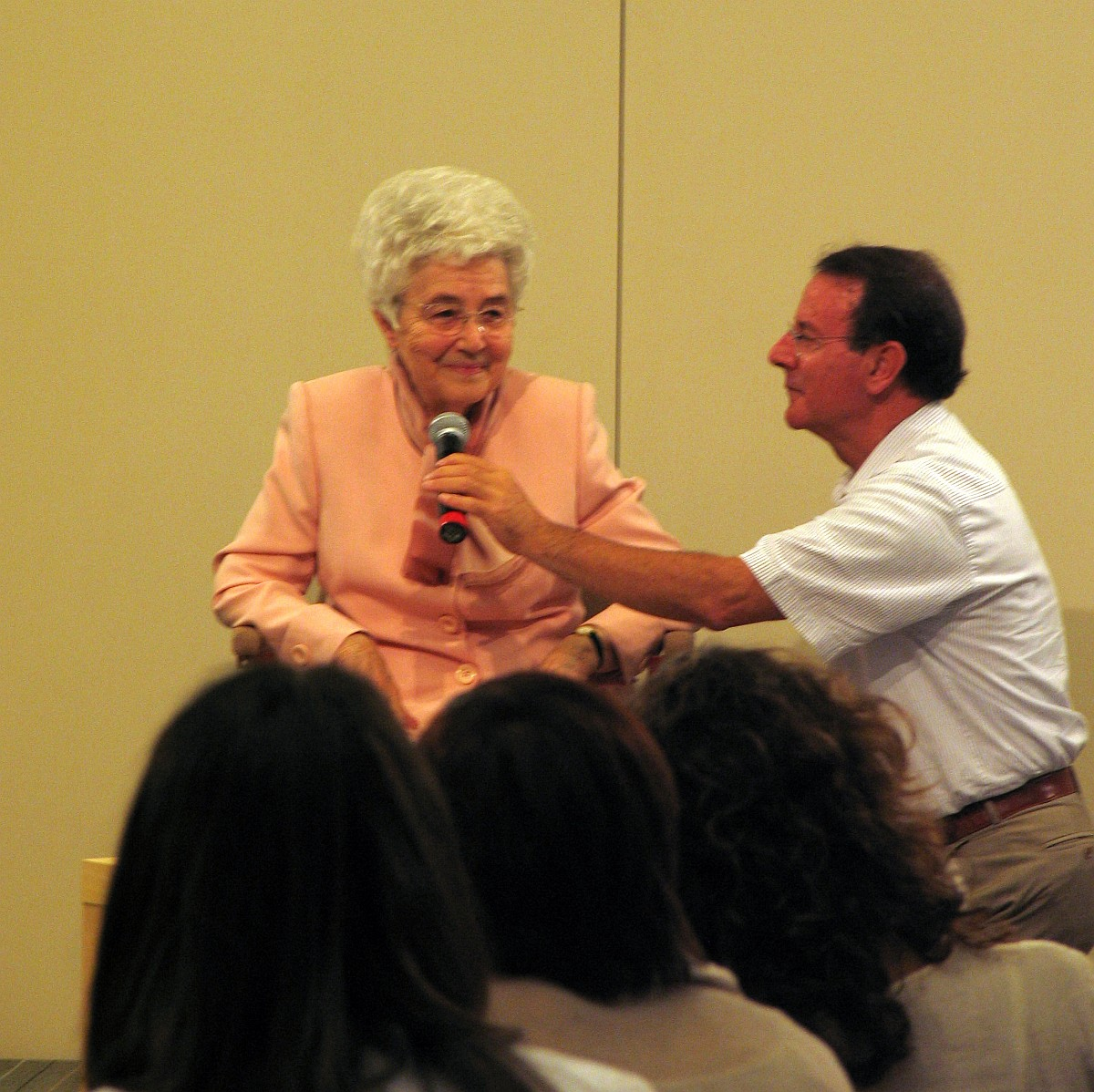

1990-ben a Vatikán jóváhagyta a mozgalom általános szabályzatát. Chiara ugyanebben az évben a német Klaus Hemmerle püspökkel létrehozta az Abba Iskolát, amelynek célja az volt, hogy világos és megalapozott tanításban összegezze a mozgalom tapasztalata alapján a közösségi életet. 1991-ben Brazíliában útjára indította a Közösségi Gazdaság tervét, amelyhez azóta 761 cég csatlakozott. Tehát az élet minden területén igyekezett hasznosítani a közösségi élet tapasztalatait, ennek sikerét jelzi Chiara 1996 és 2008 között kapott tizenhat díszdoktori címe. 1996-ban az UNESCO kitüntette a békére nevelésért, 1998-ban pedig az Európa Tanács az emberi jogok érdekében tett erőfeszítéseiért. Ezen kívül tizenhét város, köztük Trento, Róma, illetve Magyarországon Jánoshalma választotta díszpolgárává.
Az egyházon belül az 1998 pünkösdjén tartott Szent Péter téri találkozó után párbeszédet kezdeményezett a különböző lelkiségi mozgalmak között, amihez nemsokára más keresztény egyházak mozgalmai is csatlakoztak. Ennek a folyamatnak voltak mérföldkövei a Stuttgartban 2004-ben illetve 2007-ben rendezett „Együtt Európáért” kongresszusok.
A vallások közti párbeszéd fontos állomását jelezte a New York-i W. D. Mohammad imámmal folytatott párbeszéde, aki meghívta Chiarát, hogy mondja el tapasztalatát a harlemi Malcolm X Boulevard-i mecsetben. Ezt az alkalmat hasonló találkozások sora követte: a thaiföldi Chiang Maiban terravada buddhista szerzetesek, Indiában hindu közösségek, Tokióban a Risho Kosei Kai mozgalom tagjai, Buenos Airesben a helyi zsidó közösség előtt beszélt. 1994-ben megválasztották a Vallások a Békéért Világkonferencia tiszteletbeli elnökévé, 2002-ben pedig Andrea Riccardival együtt őt kérték fel, hogy az assisi vallásközi találkozón a katolikus egyház nevében felszólaljon. Ez az időszak a Chiara személyes kapcsolataiból megszülető párbeszédek időszaka volt, amelynek méltó lezárása II. János Pál pápa Novo millennio ineunte kezdetű enciklikája, melyben az egész egyház számára a "közösségi lelkiség" útját javasolta.

### Az utolsó próbatétel
2004-től betegsége miatt Chiara visszavonult a nyilvánosságtól. Ez az időszak a ragyogó ünnep előtti sötétség időszaka volt számára. Betegsége súlyosbodott, ám a halála előtti napon maga kérte, hogy szállítsák haza a római Gemelli Klinikáról. Utolsó óráiban kitárta háza ajtaját, és az emberek százával érkeztek otthonába, hogy elbúcsúzzanak tőle.
2008. március 14-én hagyta el ezt a világot. Búcsúztatási szentmiséjét a római San Paolo fuori le mura bazilikában Tarcisio Bertone bíboros, vatikáni államtitkár mutatta be 16 bíboros, 40 püspök és 800 pap részvételével, politikusok, világi és vallási vezetők valamint mintegy negyvenezer hívő jelenlétében. Rocca di Papában, a Fokoláre mozgalom központjában temették el, Igino Giordani mellé.
Utóda a Fokoláre mozgalom vezetésében az olasz Maria Voce (Emmaus).

## Az élet igéje
Talán legismertebb kezdeményezése az Élet igéje volt, amelyet 1977-től kezdve haláláig írt. Ez egy eleinte kéthetente, majd havonta megjelenő, egy szentírási szakaszhoz írt magyarázat, amelyet kezdetben egy helyi rádióban olvasott fel, majd a Fokoláre mozgalom csatornáin, később az interneten keresztül jutott el egyre több keresztényhez. Ma 86 nyelvre fordítják le, kb. 14 millió ember olvassa, ezen kívül több könyve is foglalkozik vele. Magyarul is megjelenik több lapban, illetve a mozgalom és több plébánia honlapján.
Halála után utódai nem írtak újakat, 2008 júliusától újra a 70-es években megírt szövegeket vették elő.

## Művei
Olaszul több mint 60 könyvét adták ki, ezenkívül kb. 30 nyelven jelentek meg írásai. Halála után titkára, Eli Folonari vezetésével létrehozták a Chiara Lubich Központot, amelynek feladata írásainak összegyűjtése és dokumentálása.

### Magyarul
- Ha tüzet gyújtanánk (Città Nuova, 1972 / Új Város, 2001, 2007)
- Éljük az igét; összeáll., szerk. Chiara Lubich, ford. Bartóky Zsuzsa; Detti Ny., Róma, 1980
- Legyenek mindnyájan egy! (Ecclesia, 1986)
- Mint az angyalok (Új Város, 1991)
- Életünk az Ige. Szentírásmagyarázatok és tapasztalatok az egész világról; ford. Rácz Ilona, Ferentzi Csaba; Dúl G., Bp., 1991
- Az egység kalandja. Fokolárok, genek, Máriapoli... 22 intézmény az új emberiség szolgálatában. Franca Zambonini interjúkötete; ford. Tóth Pál, Tóth Ilona; Kék Világ Alapítvány, Bp., 1992
- Család: a társadalom reménye (Új Város, 1993 / 2002)
- ...ami odafönt van (Új Város, 1994)
- Hozzád szólok; ford. Reskovits Ágnes; Új Város–Kék Világ Alapítvány, Bp., 1994
- Elmélkedések; ford. Ferentzi Csaba; Új Város–Kék Világ Alapítvány, Bp., 1994
- Az élet egy utazás (Új Város, 1996)
- Ahol ketten vagy hárman (Új Város, 1997)
- Újra itt a karácsony! (Új Város, 1998, 2002)
- Miért hagytál el engem? (Szent István Társulat/Új Város, 1998)
- Ahol az élet lángja fellobban. Párbeszéd a családról; ford. Barlay Tamás; Új Város Alapítvány, Bp., 1999
- Az élet igéje; ford. Tomka Ferenc; Új Város, Bp., 2001 (Közösségi lelkiség)
- Ha tüzet gyújtanánk; átdolg. Ferentzi Csaba; Új Város, Bp., 2001 (Közösségi lelkiség)
- A kiáltás. A megfeszített és elhagyott Jézus a Fokoláre Mozgalom életében és történetében, a mozgalom születésétől, 1943-tól kezdve a harmadik évezred hajnaláig; ford. Tóth Pál; Új Város, Bp., 2001
- Család: a társadalom reménye; ford. Fekete Mária et al.; 2. bőv. kiad.; Új Város, Bp., 2002 ("Igino Giordani". Új Család Iskola tananyagok)
- Személyes igen Istennek (Új Város, 2001)
- Pillanatról pillanatra. Elmélkedések a jelenről; ford. Kormányos Krisztina, Kormányos Anna; Új Város, Bp., 2002
- Újra itt a karácsony!; ford. Rácz Ilona; Új Város, Bp., 2002
- Gyönyörű volt... Chiara Lubich Máriáról beszél a Fokoláre Mozgalomhoz tartozó kisgyerekeknek; ford. Bartus Sándor; Új Város Alapítvány, Bp., 2003
- Új úton. Az egység lelkiségében; ford. Lisztovszki Tünde, Prokopp Katalin; Új Város, Bp., 2003
- A szeretet művészete (Új Város, 2006)
- Geneknek; átdolg. Bernáth Mária, Körmendy Klára; Új Város, Bp., 2007
- A szeretet-dobókocka titka. Chiara Lubich a szeretet művészetéről beszél a kisgyerekeknek. Matthias Bolkart és Christiane Heinsdorff gondozásában; ford. Szabó Judit; Új Város Alapítvány, Bp., 2007
- Éljük az Igét I-II. (Új Város, 2008)
- Florence Gillet: Imádság 15 napon át Chiara Lubich-kal, a Fokoláre mozgalom alapítójával; ford. Basa Katalin; Új Ember, Bp., 2009
- Hivatásunk a szeretet; ford. Tóth Pál; Új Város, Bp., 2012 (Közösségi lelkiség)
- Csillagok és könnyek. Chiara Lubich története; szerk. Anna Lisa Innocenti, függelék Anna Lisa Innocenti, ford. Feltserné Bernáth Mária; Új Város Alapítvány, Bp., 2013
- Adni öröm. Chiara Lubich és a gyerekek felfedezik az evangéliumot; szerk. Matthias Bolkart, Christiane Heinsdorff, ford. Paksy Eszter; Új Város Alapítvány, Bp., 2013
- Jézus a testvérben; ford. Tomka Ferenc; Új Város, Bp., 2013 (Közösségi lelkiség)
- Az egység; ford. Tomka Ferenc, Fekete Mária, Paksy Eszter; Új Város, Bp., 2015 (Közösségi lelkiség)
- Az Eukarisztia; ford. Fekete Mária; Új Város, Bp., 2015 (Közösségi lelkiség)
- Chiara Lubich válaszol Isten önkénteseinek, 1960–2002; ford. Lisztovszki Tünde, Paksy Eszter; Új Város Alapítvány, Bp., 2015
- Az elhagyott Jézus; ford. Tomka Ferenc, Fekete Mária, Reskovits Ágnes; Új Város, Bp., 2016 (Közösségi lelkiség)
- A 49'-es Mennyország rövid elbeszélése; ford. Fekete Mária, Erhardt Emese, tan. Gérard Rossé, tanford. Paksy Eszter; Új Város, Bp., 2017
- Mária; ford. Fekete Mária, Paksy Eszter; Új Város, Bp., 2017 (Közösségi lelkiség)
- Az egység lelkisége; szerk. Michel Vandeleene; Új Város, Bp., 2020
- Chiara Lubich gondolatai. Isten önkéntesei szabályzatának fénye és forrása; szerk. Maria Ghislandi, Lella Siniscalco, ford. Fekete Mária; Új Város, Bp., 2021

## Elismerések
- 1977 – Templeton-díj
- 1988 – Augsburg város békedíja
- 1996 – UNESCO-Díj a békére nevelésért
- 1998 – Az Európa Tanács Emberi Jogokért Európai Díja

Tizenhat díszdoktori és tizenhét díszpolgári címet kapott, köztük Jánoshalma városától is. 2008. december 7-én választott lakhelye, Rocca di Papa róla nevezte el egyik terét.